# Leccionario

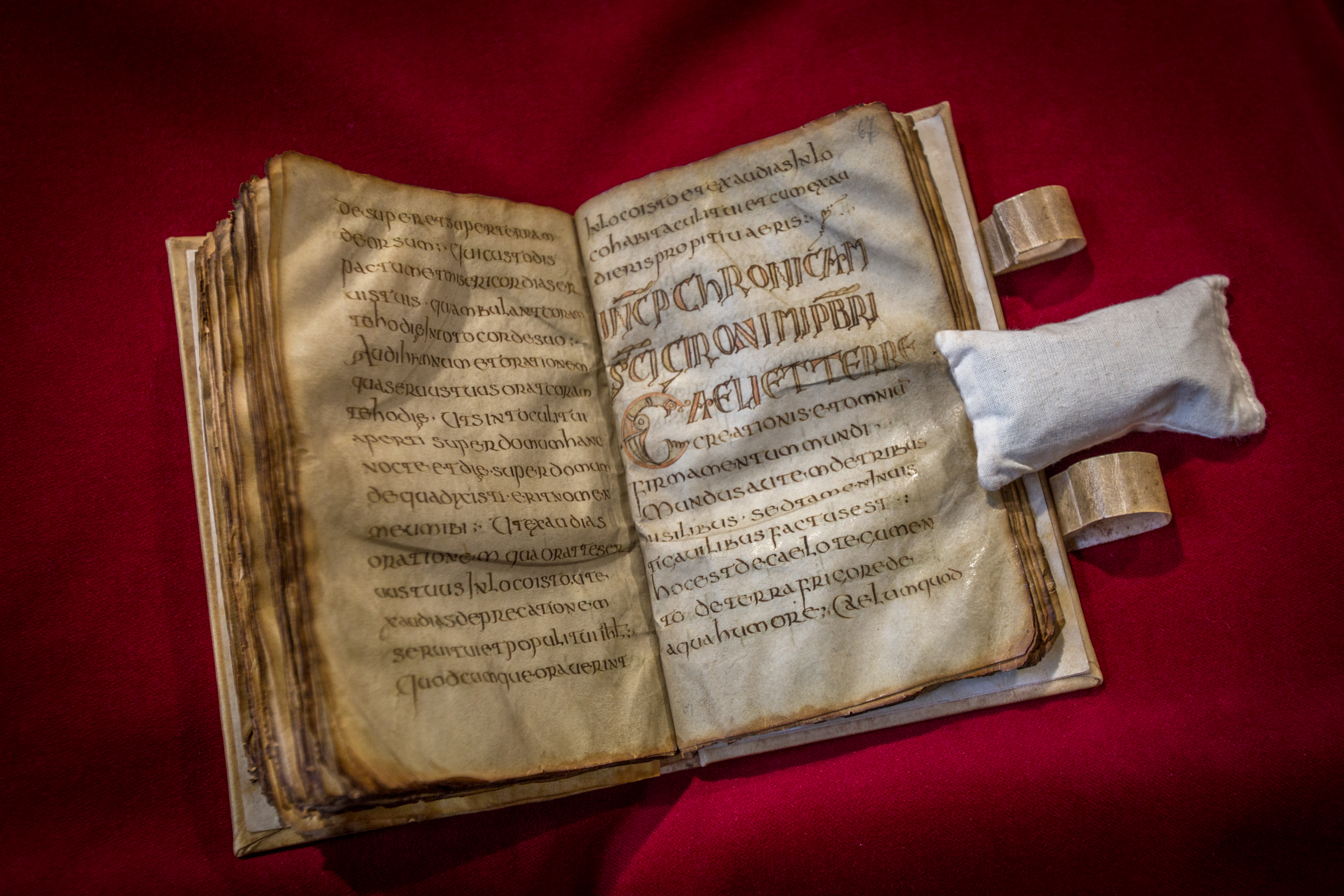
Leccionario Merovingio, º) sobre pergamino.

El leccionario (latín: lectionarium) o epistolario es un libro litúrgico que contiene los pasajes de los textos religiosos leídos durante las ceremonias religiosas. Por lo tanto, es la obra que contiene las lecturas de oficios en la liturgia cristiana, en particular en la Misa católica y la liturgia ortodoxa.

## Histórico
La lectura de la Torá, en tiempos talmúdicos, se hacía en la tierra de Israel en un ciclo de tres años, mientras que en Babilonia era solo de un año. El judaísmo rabínico adoptó el rito babilónico, pero los primeros cristianos adaptaron el rito "palestino" a toda la Biblia griega, Antiguo y Nuevo Testamento, el llamado Rito de la Iglesia de Jerusalén. Según el filólogo Christoph Luxenberg, el Corán se derivaría, en parte, de tal leccionario de salmos en lengua siríaca, más precisamente sirio-aramea.
Algunos leccionarios, copiados e iluminados en la Edad Media son verdaderas obras de arte. Este es el caso, por ejemplo, del llamado leccionario de Luxeuil, obra maestra de la iluminación merovingia.
Algunos leccionarios, copiados e iluminados en la Edad Media son verdaderas obras de arte. Este es el caso, por ejemplo, del llamado leccionario de Luxeuil, obra maestra de la iluminación merovingia.
Por otro lado, los libros, copiados en piel de animales, que costaban muy caro, la Biblia rara vez se copiaba por completo en su totalidad. En el XI siglo, en la época en que se desarrollaba la filosofía escolástica, se adquiere el hábito de copiar los pasajes bíblicos que parecen ser más importantes, esencialmente del Nuevo Testamento, luego seguidos con un comentario. Estos compendios fueron utilizados por estudiantes de universidades.
La Reforma protestante hereda el legado del Leccionario, no sin un espíritu crítico. Los reformadores radicales lo rechazan. Zwingli prefiere la lectio continua, Calvino una sola lectura bíblica. Lutero critica la elección tradicional de los textos de las epístolas como demasiado moralista.
La Confesión de Augsburgo considera al Leccionario como "tradiciones humanas" y, por lo tanto, sujeto a crítica, adaptación o rechazo. Lutero advierte a la iglesia sobre el peligro de tradiciones inflexibles en el culto que pueden convertirse en "leyes dictatoriales que se oponen a la libertad de la fe".
No todas las iglesias cristianas utilizan hoy en día el mismo Leccionario, y ha habido muchos Leccionarios variados utilizados en diferentes partes del mundo cristiano. Hasta el Concilio Vaticano II, la mayoría de los cristianos en Occidente (católicos romanos, veterocatólicos, anglicanos, luteranos y metodistas que usaban el Leccionario preparado por Juan Wesley) utilizaban un Leccionario propio que se repetía anualmente. Este Leccionario anual proporcionaba las lecturas para el culto dominical y, en las iglesias que honraban a los santos canonizados, lecturas apropiadas para celebrarlos. La Iglesia ortodoxa oriental y muchas iglesias orientales continúan utilizando un Leccionario anual.

## Uso actual en Occidente

### Leccionario Católico Romano y el Leccionario Común Revisado
Desde el Concilio Vaticano II, en 1969, la Iglesia católica romana adopta un nuevo leccionario llamado Ordo Lectionum Missae, que también es adoptado con algunas modificaciones por muchas iglesias protestantes en el "Leccionario Común Revisado."  El leccionario dominical prevé un circuito de la mayor parte de la Biblia en tres años y el leccionario diario se basa en un ritmo de dos años.
El Leccionario Común Revisado (Common Revised Lectionary, RCL) es una colección de textos para el culto dominical elaborada en 1983 en los Estados Unidos por un comité ecuménico (la Consultation on Common Texts, en la que participan católicos y protestantes) y adoptada oficialmente por las principales denominaciones protestantes en países de habla inglesa. Este leccionario sigue fundamentalmente el plan del nuevo leccionario católico (aunque omite los libros deuterocanónicos del Antiguo Testamento), pero desarrolla aún más el principio de la "lectura semi-continua" de la Biblia, articulada en un ciclo de tres años. Siguiendo la práctica de la Iglesia antigua, el leccionario propone para cada domingo una lectura del Antiguo Testamento, seguida de un Salmo (generalmente leído en modo responsorial), una lectura de las epístolas y una de los Evangelios. Cualquiera de estos textos puede ser utilizado para la predicación.
El Leccionario Común Revisado armoniza las principales variantes del leccionario en tres años, de modo que cada semana los fieles de todo el mundo escuchan y reflexionan sobre los mismos textos.
El leccionario ofrece a quienes lo utilizan varias ventajas:
- Cubre una amplia extensión de las Escrituras, presentando a los fieles lo que se llama "el consejo completo de Dios";
- Proporciona una secuencia semanal (generalmente del Nuevo Testamento);
- Conecta los evangelios del Nuevo Testamento con sus antecedentes en el Antiguo Testamento (incluyendo un Salmo apropiado);
- Habla de las Personas y la obra de la Santísima Trinidad en el contexto de un año litúrgico que abarca todas las etapas de la historia de la salvación.
- Protege a la comunidad de la tendencia a limitarse al Nuevo Testamento, excluyendo el Antiguo, y también de las elecciones arbitrarias de un predicador individual (común en muchas iglesias evangélicas), "forzándolo" a abordar textos no familiares o posiblemente desagradables.

### El ciclo de tres años
El leccionario (tanto el romano como la versión LCR) está organizado en un ciclo de lecturas bíblicas de tres años. El ciclo de lectura se identifica con las letras A, B y C. El Año A comienza con el Adviento y la Navidad al final de los años cuyo número es divisible por 3 (por ejemplo, 2022, 2025, 2028). El Año B sigue al Año A y el C sigue al B.
- Año A: la mayoría de los textos evangélicos del Evangelio según Mateo a partir del primer domingo de Adviento en 2022, 2025, 2028, 2031, 2034, 2037, etc.
- Año B: la mayoría de los textos evangélicos del Evangelio según Marcos a partir del primer domingo de Adviento en 2023, 2026, 2029, 2032, 2035, 2038, etc.
- Año C: la mayoría de los textos evangélicos del Evangelio según Lucas a partir del primer domingo de Adviento en 2024, 2027, 2030, 2033, 2036, 2039, etc.

Del Evangelio según Juan se toma la lectura de Pascua y otros períodos litúrgicos como Adviento, Navidad y Cuaresma, cuando corresponde.

### Leccionario para días de semana
También existe un leccionario para el culto diario (entre semana) en un ciclo bienal (años impares "I" y años pares "II"), dividido en tres volúmenes: Tiempos Fuertes, Tiempo Ordinario año par y Tiempo Ordinario año impar, siguiendo el siguiente orden:
- Una lectura del Antiguo Testamento o de las Cartas;
- Un Salmo responsorial;
- Una lectura de los Evangelios.

Estas lecturas suelen ser más breves que las de los domingos.
En algunas iglesias, el Leccionario se lleva solemnemente al altar en una procesión dirigida por un lector. En la Iglesia católica romana, no está permitido realizar esta procesión con el Leccionario, pero sí con un libro que contiene los Evangelios, que es llevado por un diácono o un lector instituido.
El Leccionario no debe confundirse con el Misal o el libro sacramental, ya que el Leccionario contiene solo las lecturas bíblicas, mientras que el Misal incluye también las oraciones y las fórmulas litúrgicas.

## Leccionarios en las iglesias orientales
En las Iglesias católicas orientales, en la Iglesia ortodoxa, en las Iglesias ortodoxas orientales y en las iglesias de la tradición de la Iglesia del Este, tienden a conservar en su liturgia el uso del Leccionario anual.
Diferentes iglesias siguen calendarios litúrgicos diversos en algunos aspectos. La mayoría de los Leccionarios orientales proporcionan, para la lectura diaria, una de las Epístolas y una de los Evangelios.

### Leccionario bizantino
Las iglesias (Ortodoxas orientales y Católica bizantina) que siguen el Rito bizantino proporcionan lecturas de Epístolas y Evangelios para la mayoría de los días del año, que se leen en la Liturgia divina. Sin embargo, durante la Gran Cuaresma, no hay liturgias de lunes a viernes. Históricamente, los Leccionarios griegos se convirtieron en la fuente principal del tipo de texto bizantino utilizado por los estudiosos en la crítica textual de la Biblia.
Las lecturas de los Evangelios se encuentran en un Evangelio (Evangélion) y en un Epistolario (Apostòl). En la práctica helénica, las lecturas son pericopias (selecciones de las Escrituras que contienen solo una parte que se canta en el culto) y generalmente se organizan en el orden en que aparecen en el año litúrgico, comenzando con el Domingo de Pascua y continuando a lo largo de todo el año, concluyendo con la Semana Santa. Luego, hay una sección de lecturas para la conmemoración de santos canonizados y lecturas especialmente apropiadas para ocasiones especiales (bautismos, funerales, etc.). En la práctica eslava, los libros de la Biblia se reproducen en su totalidad y se organizan en el orden canónico en el que aparecen en la Biblia. 
El ciclo anual consta de cuatro series:
- El Evangelio según Juan - leído desde Pascua hasta el Domingo de Pentecostés;
- El Evangelio según Mateo - dividido en 17 semanas a partir del Lunes del Espíritu Santo (el día después de Pentecostés). A partir de la semana 12, se lee los sábados y domingos, mientras que el Evangelio según Marcos se lee en los otros días de la semana.
- El Evangelio según Lucas - dividido en 19 semanas a partir del lunes después de la Exaltación de la Santa Cruz. A partir de la semana 13, se lee solo los sábados y domingos, mientras que el Evangelio según Marcos se lee en los otros días de la semana.
- El Evangelio según Marcos - leído durante el período de la Cuaresma los sábados y domingos, a excepción del Domingo de la Ortodoxia.

La interrupción de la lectura del Evangelio según Mateo después de la Exaltación de la Santa Cruz es conocida como "el Salto lucano". Este "salto" ocurre solo en las lecturas de los Evangelios (no hay nada equivalente en las Epístolas). A partir de este punto, las lecturas de las Epístolas y los Evangelios no coinciden, ya que la lectura de las Epístolas está determinada por el ciclo móvil de Pascua, mientras que los Evangelios están influenciados por el ciclo fijo. El "salto lucano" está relacionado con la proximidad cronológica a la Exaltación de la Cruz, hasta la Concepción del Precursor (Juan el Bautista), que se celebra el 23 de septiembre. En la antigüedad, esta fiesta marcaba el inicio del año litúrgico. Así, se puede entender el comienzo del Evangelio de Lucas a mediados de septiembre. El razonamiento es teológico y se basa en una visión de la historia de la salvación: la Concepción del Precursor marca el primer paso en la "nueva economía". El evangelista Lucas es el único que menciona esta concepción (Lucas 1:5-24).
En Rusia, el uso del "salto lucano" ha desaparecido. Sin embargo, en las últimas décadas, la Iglesia rusa ha comenzado a volver a utilizar el "salto lucano".
Otras liturgias también incluyen lecturas de la Biblia. Hay una lectura del Evangelio en la Liturgia de las Horas del domingo y los días festivos, que se encuentra en el Evangelion. También hay lecturas del Antiguo Testamento llamadas "parábolas" (Paroemia), que se leen en las Vísperas de los días festivos. Estas "parábolas" se encuentran en el Menaion, el Triodion o el Pentecostarion. 

### Uso en la Iglesia siro-ortodoxa
En la Iglesia siro-ortodoxa, el Leccionario comienza con el año litúrgico en el día de la Qudosh `Idto (la santificación de la Iglesia), que cae en el octavo domingo antes de Navidad. Incluye lecturas tanto del Antiguo Testamento como del Nuevo Testamento, incluyendo los deuterocanónicos, con la excepción de los libros del Apocalipsis, el Cantar de los Cantares y I y II Macabeos. Las lecturas están asignadas para los domingos y días festivos, así como para cada día de la Cuaresma y la Semana Santa. También se utilizan para la consagración de personas a diversos oficios en la iglesia, para la bendición del Santo Óleo y para varios servicios, como bautismos y funerales.
Por lo general, cada domingo y día festivo incluye tres lecturas del Antiguo Testamento, una selección de los Profetas y tres lecturas del Nuevo Testamento. Las lecturas del Nuevo Testamento incluyen una lectura de los Hechos de los Apóstoles, otra de las Epístolas católicas o las Epístolas paulinas y una tercera lectura de los Evangelios. Durante la Navidad y la Pascua, se agrega una cuarta lectura para el Culto vespertino. Las lecturas alcanzan su punto culminante a medida que se acerca la Semana de la Crucifixión. Durante la Cuaresma, las lecciones se recitan dos veces al día, excepto los sábados.
Durante la Semana de la Pasión, se asignan lecturas para cada una de las principales horas canónicas.